# Danny Jacobs
Daniel Charles "Danny" Jacobs, Jr., ameriški komik in igralec, * 7. julij 1968, Detroit, Michigan, ZDA.